# Roger Rössing
 (juillet 2020).
Si vous disposez d'ouvrages ou d'articles de référence ou si vous connaissez des sites web de qualité traitant du thème abordé ici, merci de compléter l'article en donnant les références utiles à sa vérifiabilité et en les liant à la section « Notes et références ».
Pour les articles homonymes, voir Rössing.
Roger Rössing, né le 1er mars 1929 à Leipzig et mort en ce même lieu le 10 avril 2006, est un auteur et photographe allemand.

## Biographie
Il fut formé à la photographie à l'école supérieure des beaux-arts de Leipzig entre 1948 et 1951 par Johannes Widmann. Lui et son épouse Renate Rössing furent membres du groupe action fotografie pendant les années 1950. Tous les deux ont publié environ 90 livres.
Rössing a également été actif en tant que publiciste et auteur, et pas seulement dans le domaine de la littérature photographique. Dans le dernier livre du couple, publié en avril 2006, tous deux ont consigné leurs observations L'évolution de leur ville natale de Leipzig au cours des cinq dernières décennies. La Fondation Rössing, qui soutient les auteurs et les photographes, porte le nom du couple.
Les travaux du couple sont archivés à Deutsche Fotothek et à la Sächsische Landesbibliothek – Staats- und Universitätsbibliothek Dresden

## Galerie
Portraits probablement pris par son épouse, Renate Rössing (excepté le dernier)

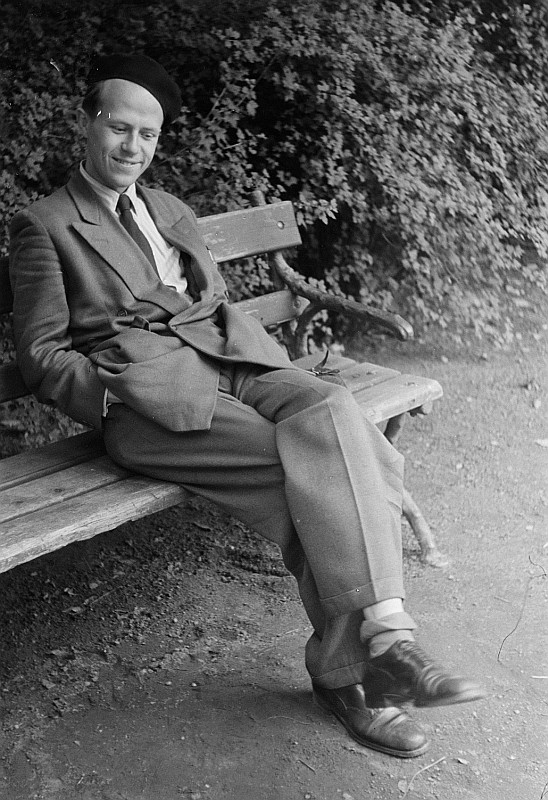
Roger Rössing en 1950
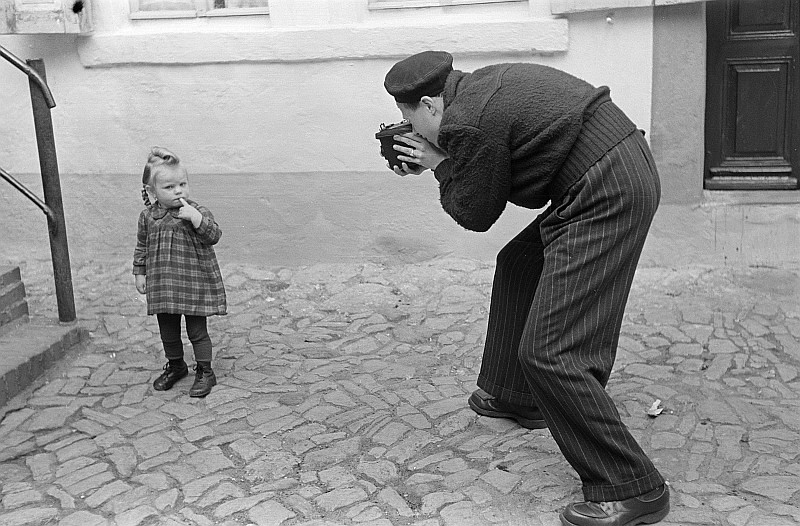
Roger Rössing au travail, Aschersleben,1951
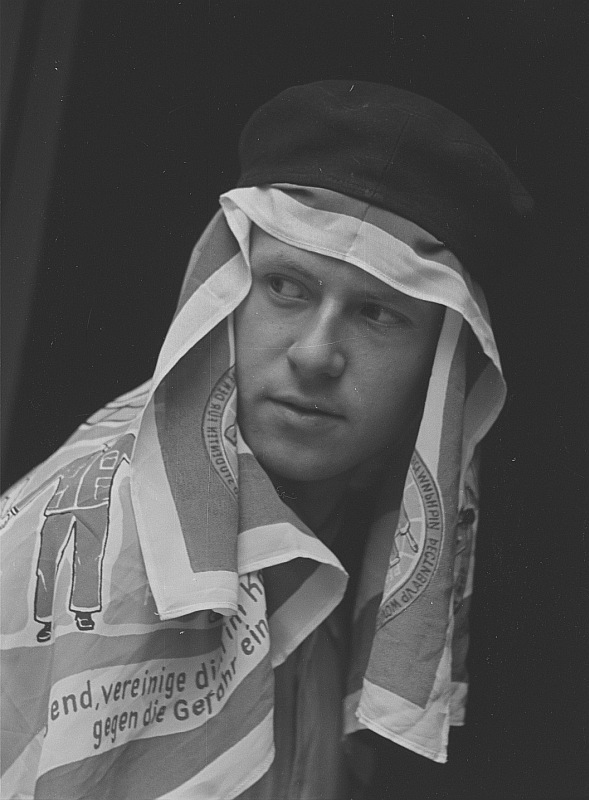
Roger Rössing, 1951
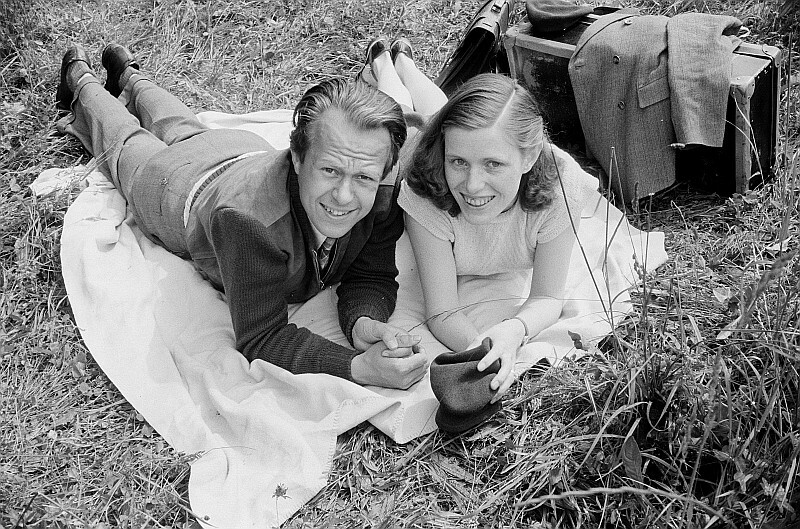
Roger et Renate Rössing, photographe inconnu.

Photos de Roger ou Renate Rössing (les deux sont crédités)

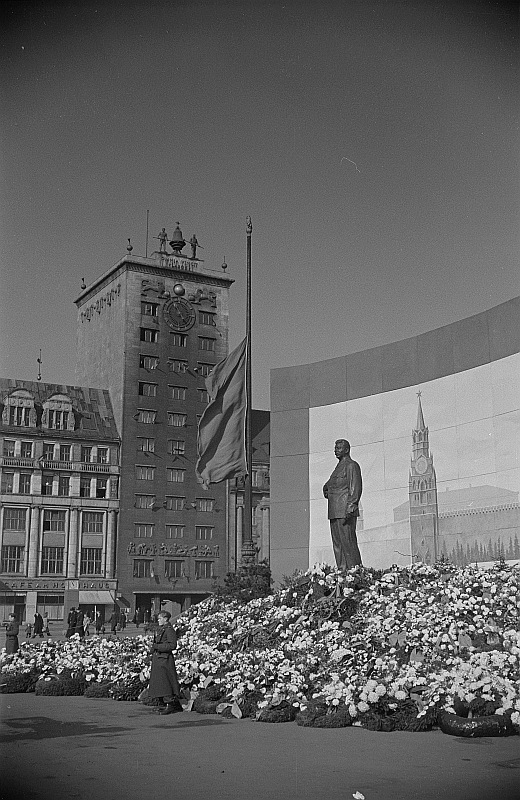
Garde d'honneur devant la statue de Joseph Staline et une montagne de fleurs, Leipzig, 1953.
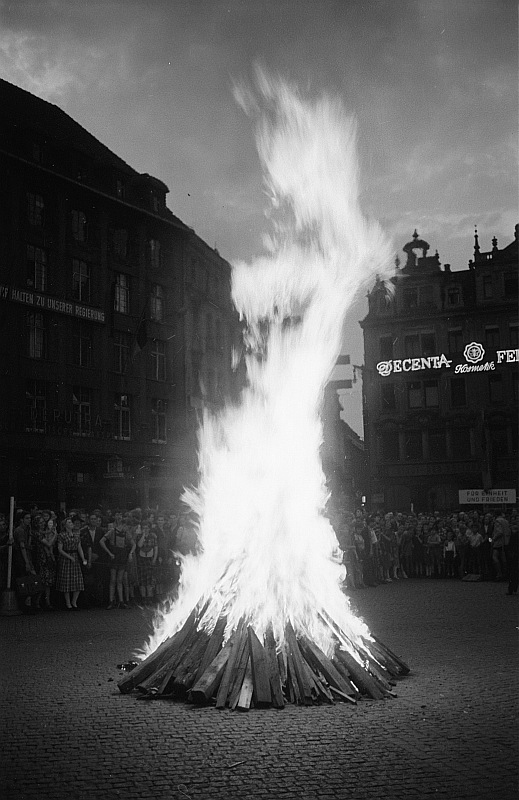
Leipzig, 1953
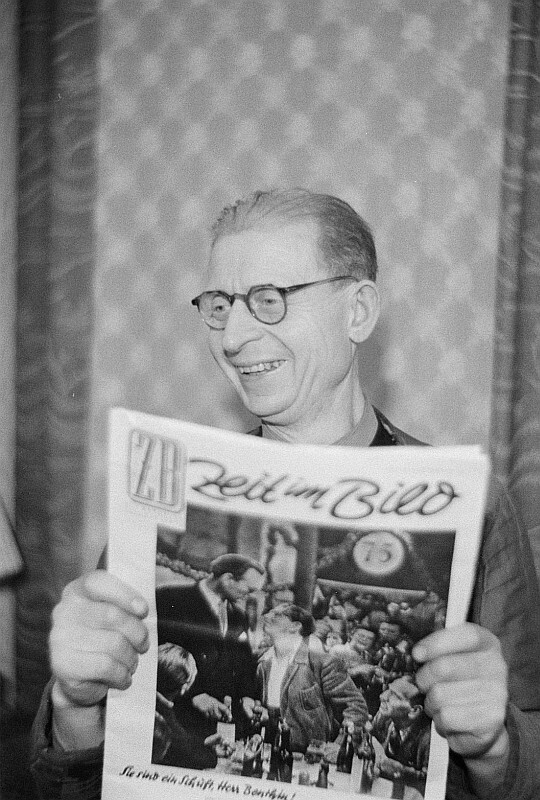
Homme avec le journal Zeit im Bild (Zeitschrift) (de)
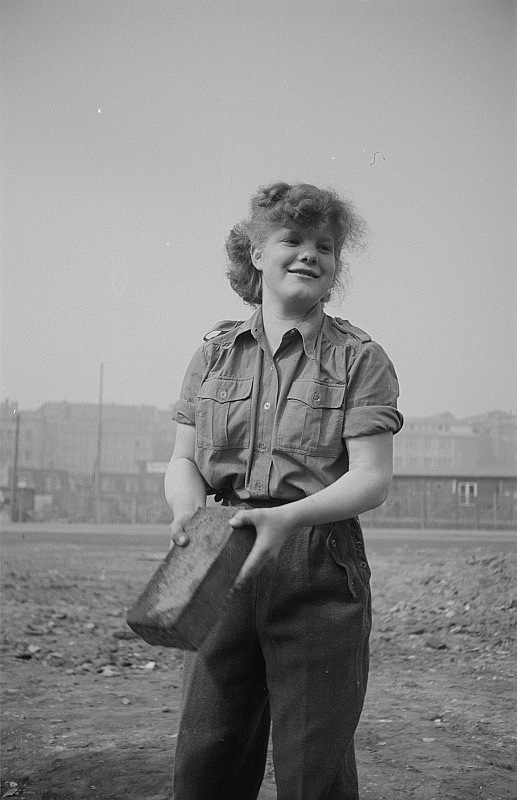
1953
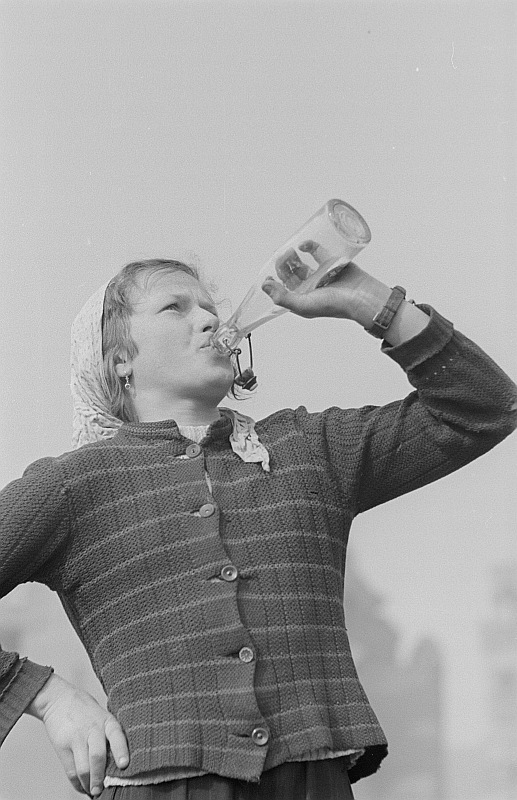
1953
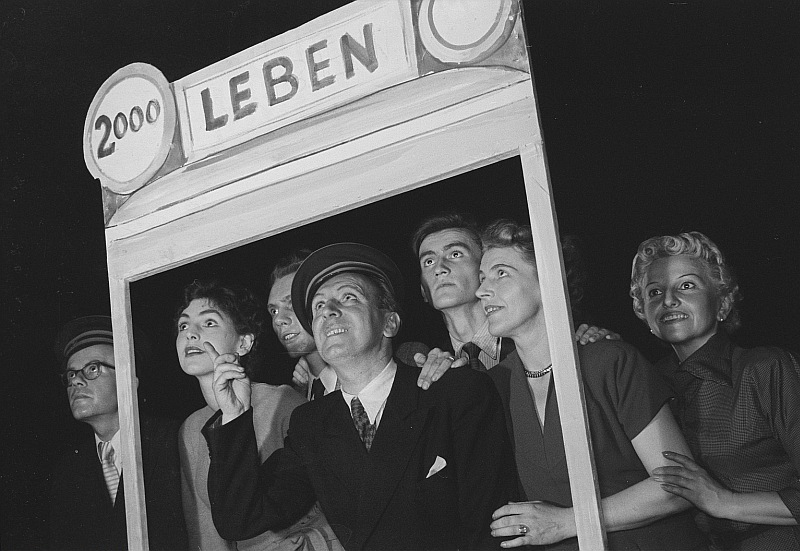
Moulin à poivre de Leipzig, 1954.
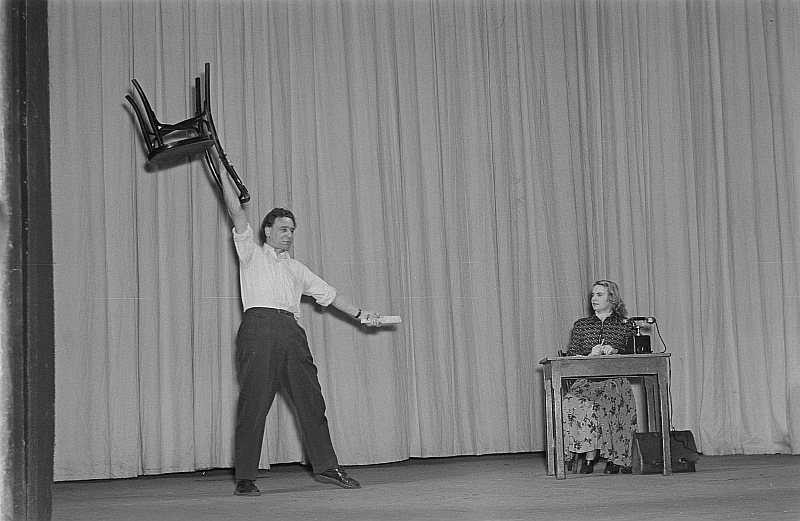
Moulin à poivre de Leipzig, 1954.

## Œuvres
- Roger et Renate Rössing: Menschen in der Stadt. Fotografien 1946–1989. Lehmstedt, Leipzig 2006,  (ISBN 3-937146-32-6).
- Roger et Renate Rössing: Rössings Sammelsurium. Texte zur Erinnerung an Renate Rössing (1929–2005). Connewitzer Verlagsbuchhandlung, Leipzig 2005,  (ISBN 3-937799-19-2).
- Roger et Renate Rössing: Leipzig in den Fünfzigern. Kiepenheuer, Leipzig 2003,  (ISBN 3-378-01063-0).
- Roger et Renate Rössing: Parkansichten. Bilder aus historischen Parkanlagen zwischen Eisenach und Cottbus. Brockhaus, Leipzig 1991,  (ISBN 3-325-00269-2).
- Roger et Renate Rössing: Leipzig in Farbe. Brockhaus, Leipzig 1984,  (ISBN 3-7972-0109-5).